# Puig del Soi
El Puig del Soi és una muntanya de 1.023 metres que es troba al municipi de la Vall d'en Bas, a la comarca catalana de la Garrotxa.